# Argna bielzi
Argna bielzi е вид охлюв от семейство Argnidae. Видът не е застрашен от изчезване.

## Разпространение
Разпространен е в Полша, Румъния, Словакия и Украйна.

## Описание
Популацията на вида е стабилна.